# Ohiowa
Ohiowa est un village situé dans le comté de Fillmore, Nebraska, États-Unis d'Amérique. Il comptait 137 habitants lors du recensement de 2004.

## Histoire
Certains des premiers habitants venaient de l’Ohio, d’autres de l’Iowa. Pour donner un nom à la localité, un compromis est trouvé : elle s’appellera Ohiowa (Ohio + -wa).
Le premier bureau de poste est édifié en 1870. La localité est incorporée en tant que village le 19 février 1887.

## Démographie
| Groupe            | Ohiowa | Nebraska | États-Unis |
| ----------------- | ------ | -------- | ---------- |
| Blancs            | 97,4   | 86,1     | 72,4       |
| Amérindiens       | 0,9    | 1,0      | 0,9        |
| Métis             | 0,9    | 2,2      | 2,9        |
| Autres            | 0,9    | 11,2     | 23,8       |
| Total             | 100    | 100      | 100        |
|                   |        |          |            |
| Latino-Américains | 9,6    | 9,2      | 16,7       |

Selon l'American Community Survey, pour la période 2011-2015, 55,62 % de la population âgée de plus de 5 ans déclare parler l'espagnol à la maison, alors que 44,38 déclare parler l'anglais.

## À noter
L’écrivain Mato Kosyk y a résidé.

## Source
- (en) Cet article est partiellement ou en totalité issu de l’article de Wikipédia en anglais intitulé « Ohiowa, Nebraska » (voir la liste des auteurs).

1. ↑  (en) « Ohiowa, NE Population - Census 2010 and 2000 », sur censusviewer.com.
2. ↑  (en) « Population of Nebraska - Census 2010 and 2000 », sur censusviewer.com.
3. ↑  (en) « Language spoken at home by ability to speak English for the population 5 years and over », sur factfinder.census.gov.